# Umstandskleidung

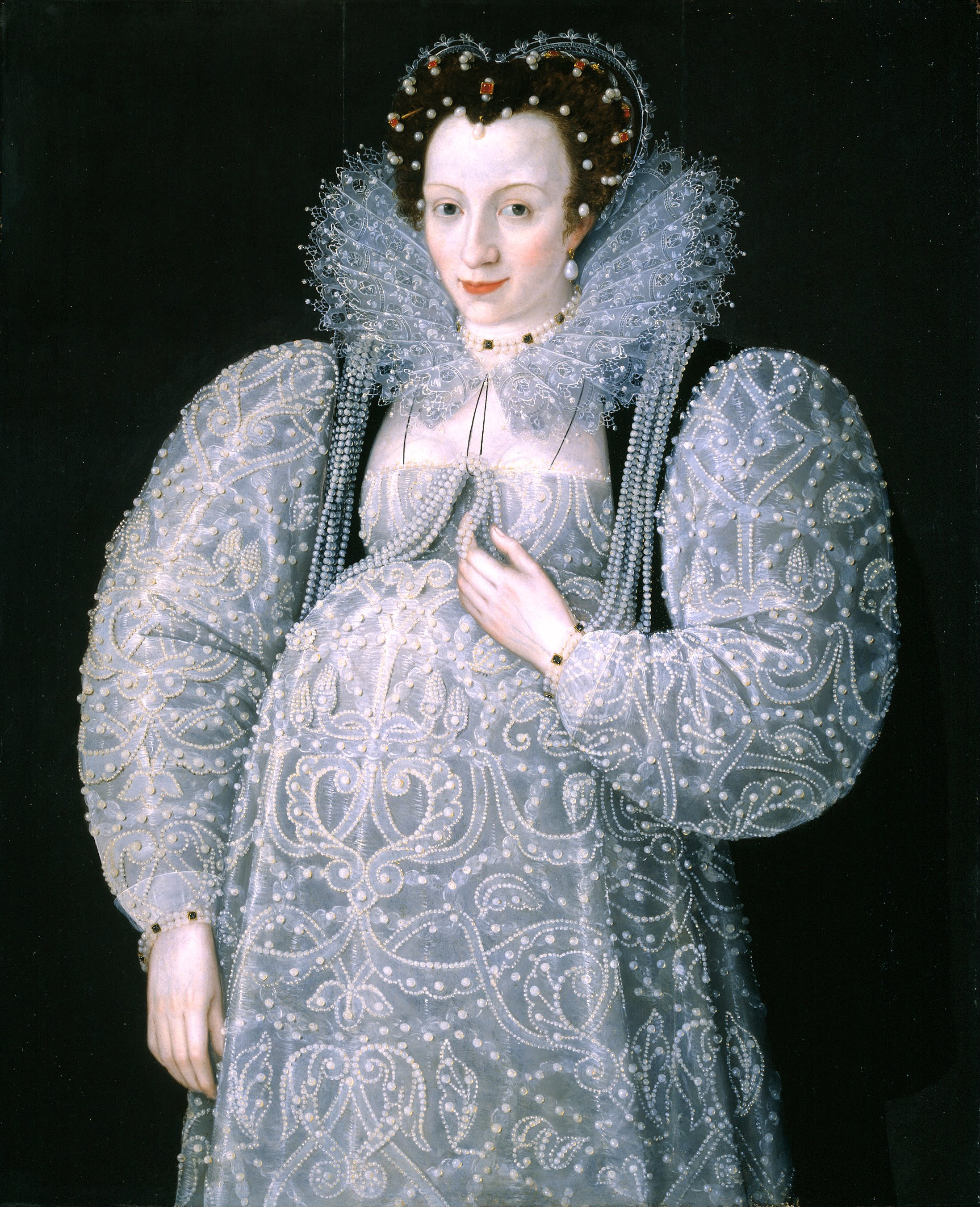
Portrait of an Unknown Lady von Marcus Gerards dem Jüngeren (1561/62–1636) aus dem Jahr 1595: Schwangere Frau im späten 16. Jahrhundert in England

Als Umstandskleidung (auch Umstandsmode) werden Kleidungsstücke für Frauen bezeichnet, die für die Zeit der Schwangerschaft gedacht sind. Sie sind deutlich weiter geschnitten als andere Kleidungsstücke, haben häufig elastische Einsätze oder sind durch Knöpfe, Bänder oder Gummiband in der Weite verstellbar. Es gibt auch Unterwäsche und Badekleidung für Schwangere.

## Geschichte
In früheren Zeiten waren Schwangerschaft, Geburt und Wochenbett kritische Lebensphasen der Frau und mit hoher Sterblichkeit verbunden. Da der Schwangerschaftsbauch nicht gesellschaftsfähig war, verbargen schwangere Frauen ihren sich verändernden Körper unter der weit geschnittenen Alltagskleidung. Als die Kleidung figurbetonter wurde und damit näher am Körper anlag, trennten Frauen während einer Schwangerschaft die Seitennähte ihrer Kleider auf, um Platz für den wachsenden Bauch zu schaffen.
Das erste Gewand, das als Kleid auch für die Schwangerschaft betrachtet wurde, war das Modell Adrienne aus der Barockzeit, ein mantelartiges Kleid ohne sichtbare Taille mit üppigen Falten. Danach wurde die Mode abwechslungsreicher. Es gab Kleider und Kombinationen, die sehr anpassungsfähig waren. Am Übergang vom 18. zum 19. Jahrhundert waren hochgezogene Taillen im Empirestil modern, so dass das Kleid unterhalb der Brust weit wallend herabfiel.
Besondere Kleider nur für die Schwangerschaft gab es erst seit Mitte des 19. Jahrhunderts. Sie sollten weiterhin in erster Linie den als peinlich angesehenen Zustand der Schwangerschaft verbergen. Solche Garderobe wurde nur von höher gestellten Frauen getragen, andere trugen auch in dieser Zeit einfache formlose Kleider. Noch bis Ende der 1960er Jahre wurde der Bauch kaschiert. Beliebt waren unter anderem Hängerkleidchen, Hemdblusenkleider und weit geschnittene Mäntel. Als Latzhosen in den 1970er Jahren nicht mehr ausschließlich als Arbeitskleidung galten, wurden sie auch in die Umstandsgarderobe übernommen.